# Cosmochthonius bhutanensis
Cosmochthonius bhutanensis är en kvalsterart som beskrevs av Chakarbarti och Wilson 1981. Cosmochthonius bhutanensis ingår i släktet Cosmochthonius och familjen Cosmochthoniidae. Inga underarter finns listade i Catalogue of Life.